# Владимир Лавров
Владимир Павлович Лавров (1925 – 1999) е герой на социалистическия труд.

## Биография
Роден е в село Конопелки, Кашински Уйезд, Тверска губерния.
Участник във Великата отечествена война.
През 1952 г. завършва Уралския политехнически институт, строителен инженер.
От 1956 до 1978 г. работи в „Главсредуралстрой“: бригадир, старши бригадир, главен инженер на СУ, главен технолог, управител на тръста „Свердловскхимстрой“.
Участва в изграждането на фабрики за керамични изделия, гуми, каучукови изделия, Уралхиммаш, студено валцован стоманодобивен цех на металургичния завод „Верх-Исецки“.
Герой на социалистическия труд (1974). Награден е с орден „Ленин“ (1974 г.), орден „Червено знаме на труда“ (1971 г.) и медали.
Живял е в село Курганово, Полевски район, Свердловска област. Умира на 24 май 1999 г. Погребан е в Източното гробище на Екатеринбург.